# Christian Brune
Pour les articles homonymes, voir Brune.
Christian Brune, né le 17 septembre 1789 à Paris, où il est mort le 16 avril 1849, est un peintre français.

## Biographie
Christian Brune est le fils de Christian Brun (1750-1825), négociant, et de Marie Madeleine Véronique Larue (1750-1821), vendeuse.
En 1833, il épouse l'artiste peintre Aimée Pagès (1803-1866).
Paysagiste, il expose au Salon à partir de 1817. Il y obtient une médaille de deuxième classe en 1824. Il est nommé professeur de topographie en 1817 et de paysage en 1826 à l'École polytechnique. Parmi ses élèves figurent Jean-Antoine-Siméon Fort.
Il est élevé au rang de Chevalier de la Légion d'honneur en 1831.
Il meurt à 59 ans à son domicile parisien du no 8, rue des Beaux-Arts,. Il est inhumé au cimetière du Père-Lachaise.

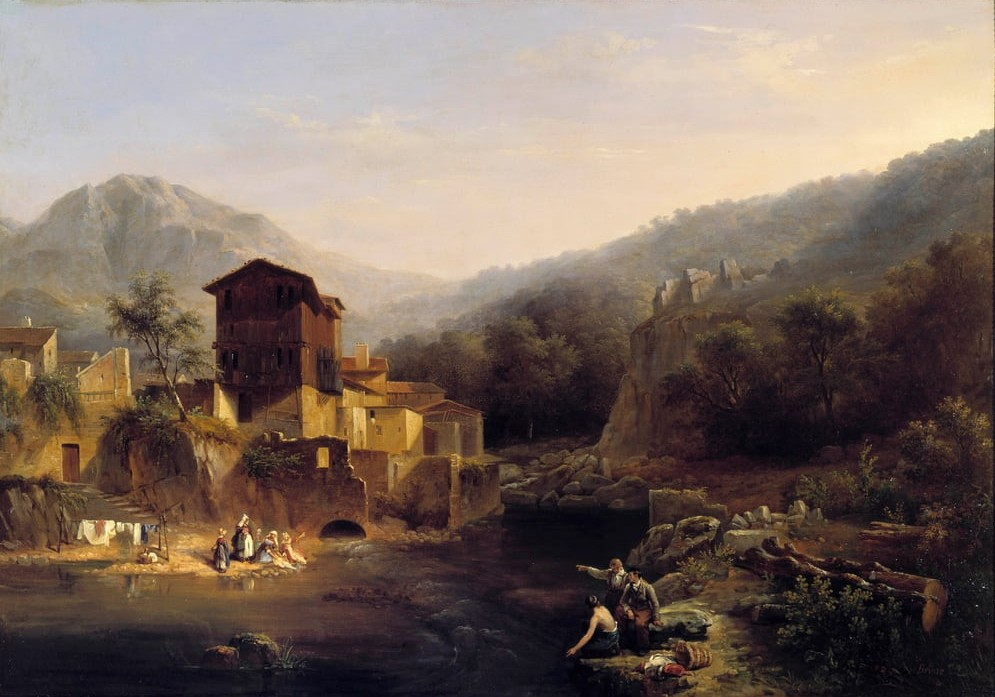
Vue de Thiers, en Auvergne, 1834 (musée des Beaux-Arts d'Orléans).
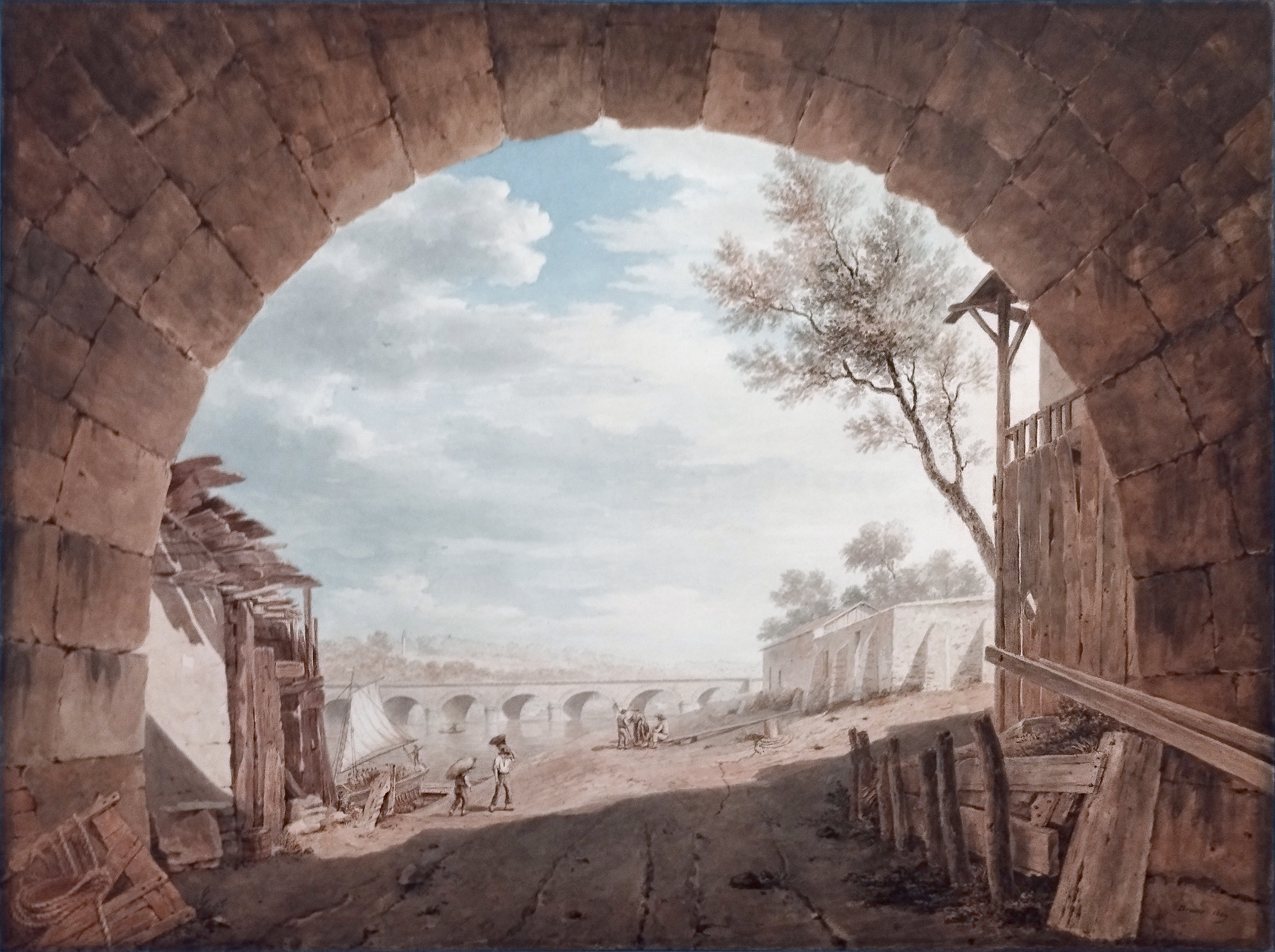
Vue du pont de Sèvres, 1819, aquarelle.

## Œuvres exposées aux Salons parisiens
- Vue de la Fontaine de Ville-d'Avray, au Salon de 1817
- Vue des Thernes, au Salon de 1817
- Vue du château de Coucy, au Salon de 1819
- Vue prise sous l’ancien pont de Sêvres, au Salon de 1819, aquarelle
- Le Plessis-lès-Tours, au Salon de 1822, aquarelle
- Paysage composé, au Salon de 1822, aquarelle
- Un Site des Vosges, au Salon de 1822
- Vue prise en Alsace, au Salon de 1822, aquarelle
- Danse de paysans, effet du soir, au Salon de 1824, aquarelle
- Effet de brouillard que le soleil va percer, au Salon de 1824, aquarelle
- Effet du matin par un temps humide, au Salon de 1824, aquarelle
- Hussards français chargeant sur des Espagnols à l'entrée d'un bois, au Salon de 1824, aquarelle
- Vieille église ruinée, dans un site de montagnes rappelant la montée de Cerdon, au Salon de 1824, aquarelle
- Site des Alpes, au Salon de 1827
- Site pris à Voreppe ; idem, au Salon de 1827, aquarelle
- Souvenir des Pyrénées, au Salon de 1827, aquarelle
- Effet de soleil dans les montagnes, au Salon de 1831, aquarelle
- Moulin sur les bords d'un torrent, au Salon de 1831, aquarelle
- Ruines dans les Alpes, au Salon de 1831
- Site des Pyrénées, au Salon de 1831
- Glacier et chute d'eau en Suisse, au Salon de 1833
- Marine, au Salon de 1833
- Paysage, au Salon de 1833, aquarelle
- Soleil levant, au Salon de 1833
- Vue d'une usine en Savoie, près d'Annecy, au Salon de 1833
- Vue de Thiers, en Auvergne, au Salon de 1834
- Vue prise près de Sutera, en Sicile, au Salon de 1834
- Effet de brouillard que dissipe le soleil ; site de Savoie, au Salon de 1835
- Vue prise dans les Alpes, au Salon de 1835
- Vue du rocher Saint-Michel, au Puy-en-Velay, au Salon de 1835
- Vue de Royat et du sommet du Puy-de-Dôme, au Salon de 1836
- Vue prise d'après nature dans le midi de la France ; effet du soir, au Salon de 1837
- Vue prise près Lyon, au Salon de 1837
- Vue de Saint-Cloud, prise des hauteurs de Sèvres, au Salon de 1838
- Vue prise en Auvergne ; étude, au Salon de 1838
- Vue prise à Sèvres, au Salon de 1839
- Vue prise sur la route de Luz à Pierrefitte (Pyrénées), au Salon de 1839
- Moulin dans les Hautes-Pyrénées (soleil levant), au Salon de 1840
- Site des Alpes, au Salon de 1840
- Vue prise à Nemours près le pont, au Salon de 1840
- Bords de la Seine, au Salon de 1841
- Vue prise au parc de Saint-Cloud ; effet du soir, au Salon de 1841
- Saint Bruno dans le Tyrol ; paysage, au Salon de 1841
- Vue prise au parc de Saint-Cloud, au Salon de 1841
- Site des Alpes, au Salon de 1842
- Vue de Nemours, au Salon de 1842
- Vue des environs de Besançon, au Salon de 1842
- Vue prise dans le Dauphiné, au Salon de 1842
- Vue prise dans le département du Loiret ; effet du soir, au Salon de 1843
- Souvenir d'automne dans le Dauphiné ; paysage, au Salon de 1844
- Vue prise à Bellevue ; effet du soir ; étude, au Salon de 1845
- Carrière royale, au Bas-Meudon ; étude, au Salon de 1846
- Moulin en ruines, près d'un torrent, dans les Alpes, au Salon de 1846
- Site des Pyrénées, au Salon de 1846
- Vue prise dans les Alpes, au Salon de 1847
- Vue du moulin où est né Rembrandt, au Salon de 1848